# Cerkiew Opieki Matki Bożej w Dziekanowie

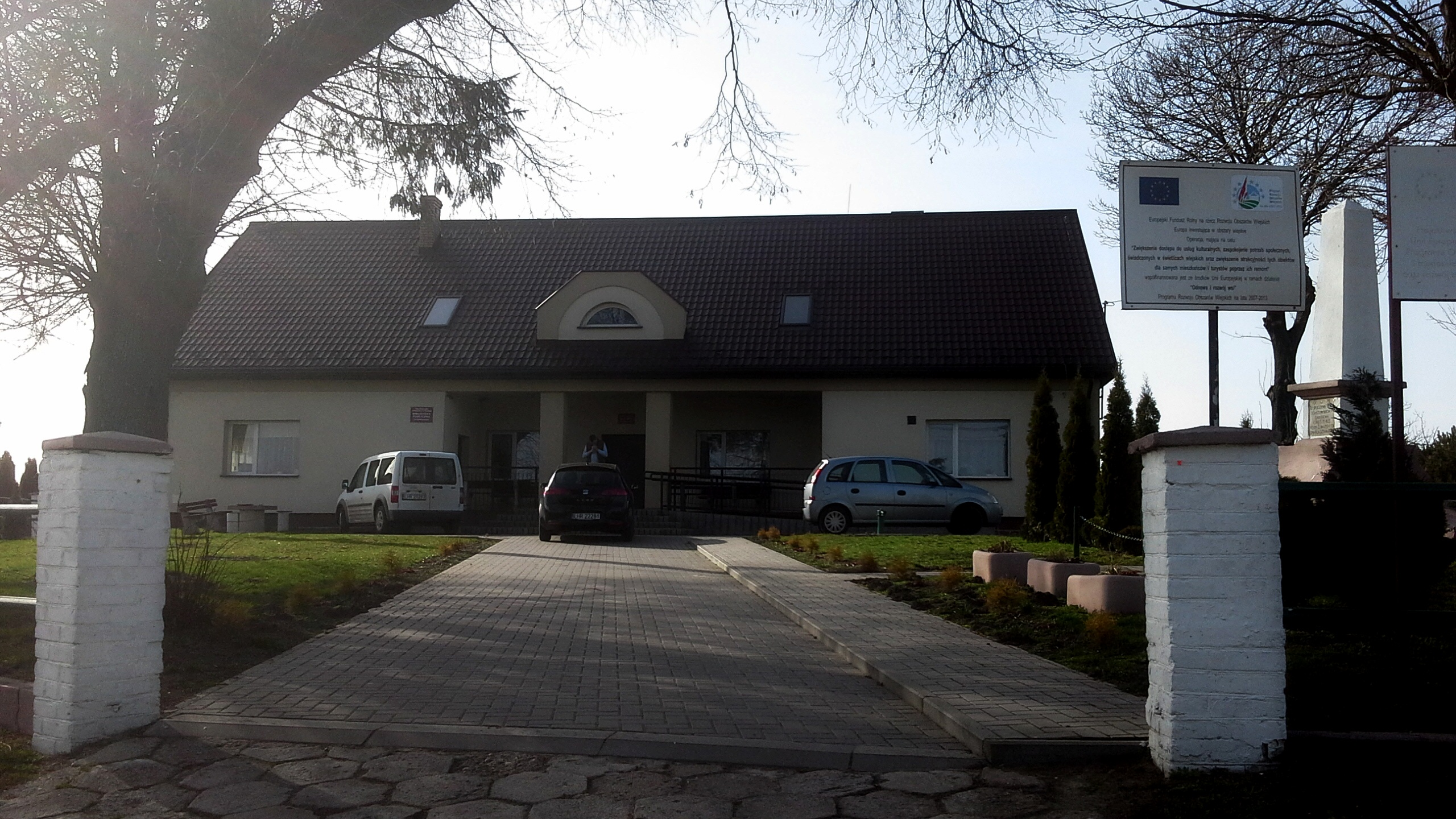
Teren dawnej cerkwi i cmentarza przycerkiewnego w Dziekanowie, obecnie zajęty przez bibliotekę

Cerkiew Opieki Matki Bożej – początkowo unicka, następnie prawosławna cerkiew w Dziekanowie, wzniesiona w XVIII w. i rozebrana podczas akcji rewindykacyjno-polonizacyjnej w 1938.

## Historia
Cerkiew została zbudowana na potrzeby miejscowej parafii unickiej przed 1769, na miejscu starszego obiektu sakralnego. W 1875, wskutek likwidacji unickiej diecezji chełmskiej, została przemianowana na prawosławną. Pozostała czynna do 1915, gdy prawosławne duchowieństwo i wierni udali się na bieżeństwo. W niepodległej Polsce nie wznowiła działalności. O jej ponowne otwarcie bez powodzenia ubiegał się w 1929 metropolita warszawski i całej Polski Dionizy. W Dziekanowie i w sąsiednich wsiach wyznawcy prawosławia byli w większości. O budynek cerkwi ubiegał się również, bez powodzenia, rzymskokatolicki dziekan hrubieszowski. Podania obydwu społeczności wyznaniowych do lokalnych władz w 1925 i 1934 zostały odrzucone. Prawosławni przed 1938 uzyskali jedynie możliwość korzystania z kapliczki cmentarnej. Wyposażenie nieczynnej świątyni przeniesiono do cerkwi w Hrubieszowie.
Nieużytkowana cerkiew w Dziekanowie została rozebrana podczas akcji polonizacyjno-rewindykacyjnej w 1938. Oficjalnie poinformowano, że budynek był w bardzo złym stanie technicznym, jednak według Krzysztofa Grzesiaka mógł być to fałszywy pretekst dla zniszczenia obiektu sakralnego. Przeciwko zniszczeniu budowli protestował bezskutecznie prezes Towarzystwa Rolniczego Hrubieszowskiego Stanisław Czekanowski. Najpierw zachęcał on miejscową ludność prawosławną do czynnego oporu przeciwko burzeniu świątyni, a następnie potępił inicjatywę katolickiego duchownego, który na miejscu cerkwi ustawił katolicki krzyż. Obecnie na miejscu świątyni znajduje się budynek biblioteki.
W sąsiedztwie świątyni znajdował się cmentarz, z którego zachował się tylko jeden nagrobek. Śladem po istnieniu cerkwi we wsi jest również prawosławny obelisk wotywny przy szkole we wsi.